# لیوونده
لیوونده (به لاتین: Liwonde) یک شهر در مالاوی است که در منطقه جنوبی مالاوی واقع شده‌است.

## خصوصیات
لیوونده ۲۹٬۴۸۹ نفر جمعیت دارد.